# No Greater Love (film)
No Greater Love er en amerikansk tv-film fra 1996, baseret på bogen af samme navn, skrevet af Danielle Steel.

## Handling
Filmen handler om Edwina, der mister sine forældre og sin forlovede om bord på færgen Titanic. Edwina har nu til opgave at forsørge og opdrage sine tre yngre søskende, hvilket bliver en større udfordring for hende.

## Medvirkende
- Alex Floyd
- Chris Sarandon
- Cristopher C. Fuller
- Daniel Hugh Kelly
- Daniel Pilon
- Gina Philips
- Hayden Christensen
- Kelly Rutherford
- Michael Landes
- Nicholas Campbell
- Polly Shannon
- Ryan Floyd
- Sarah Freeman
- Simon MacCorkindale
- Susan Hogan